# Uraeotyphlus interruptus
Uraeotyphlus interruptus är en groddjursart som beskrevs av Pillai och Masagoundanur Sengodan Ravichandran 1999. Uraeotyphlus interruptus ingår i släktet Uraeotyphlus och familjen Ichthyophiidae. IUCN kategoriserar arten globalt som otillräckligt studerad. Inga underarter finns listade i Catalogue of Life.